# Рудий пес (фільм)
«Рудий пес» (англ. Red Dog) — австралійський фільм 2011 року.
Фільм заснований на реальних подіях описаних в однойменному романі Луї де Берньєр і розповідає історію з життя легендарного австралійського пса-мандрівника.

## Сюжет
Кінець 1970-х років. Водій вантажівки на ім'я Томас зупиняється в містечку Дампир (Dampier) в Західній Австралії. Зайшовши в бар, він стає свідком того, як група чоловіків намагається позбавити життя хворого рудого пса з породи австралійських келпі. Однак люди не в силах зробити це, адже ще є надія на одужання собаки. У відповідь на розпитування Томаса присутні в барі жителі містечка (в основному робітники місцевого підприємства з видобутку залізної руди) розповідають історію Рудого: як він тут вперше з'явився, став загальним улюбленцем, був прийнятий в профспілка гірників, знайшов свого справжнього господаря і потім втратив його.
Зворушливості у фільмі додасть момент, коли пес піде з бару і помре на могилі свого господаря. Згодом собаку увічнять пам'ятником в цьому місті.

## Нагороди та номінації
- 2012 — дві премії Австралійського кіноінституту:

1. Найкращий фільм (Джулі Райан, Нельсон Мосс);
2. Приз «Вибір членів кіноінституту».

- 6 номінацій:

1. Найкраща режисура (Кривий Стендерс),
2. Найкращий адаптований сценарій (Деніел Таблиць),
3. Найкраща операторська робота (Джеффрі Хол),
4. Найкращий монтаж (Джилл Білкок),
5. Найкраща оригінальна музика (Сезарі Скубішевського),
6. Найкраща робота художника (Іан Грейсі).

## У ролях
- Коко — Рудий пес
- Джош Лукас — Джон Грант
- Рейчел Тейлор — Ненсі Грей
- Джон Бачелор — Піто
- Ноа Тейлор — Джек Колінз
- Кейша Касл-Гьюз — Роуз
- Лоен Кармен — Морін Колінз
- Люк Форд — Томас
- Роан Ніккол — Джокко
- Артур Енджел — Ванно
- Ніл Пігот — Рік, ветеринар